# Tavistock (Devon)
Tavistock is een civil parish in het zuidwesten van Engeland. Het ligt ten westen tegen het nationale park Dartmoor aan. Er is in 961 aan de bouw van een kathedraal begonnen.
De rivier de Tavy komt door Tavistock en vormt er de grens van het nationale park.

## Zustersteden
- Pontivy, sinds 1958
- Celle

## Geboren in Tavistock
- Francis Drake (ca. 1540-1596), ontdekkingsreiziger
- Pete Quaife (1943-2010), basgitarist
- John Surman (1944), muzikant